# 異世界性活のススメ
『異世界性活のススメ』(いせかいせいかつのススメ）は、三ツ葉稔による日本の漫画作品。『月刊キスカ』（竹書房）にて、2018年8月号から2020年3月号まで不定期に連載された。

## あらすじ
どこにでもいる普通の男子高校生・圭太郎は、学校に行くため玄関を開けると…そこは異世界の森の中だった！異世界で出会った美少女半魔族・ニアちゃんによると、半魔族は人間の男性としか子作りをできないらしく、子作りを迫られる。

## 登場人物
圭太郎（けいたろう）
本作の主人公。玄関を開けたら、半魔族たちの住む異世界に転移してしまった。元の世界に戻るために奔走する。
ニア
異世界に住む半魔族の娘。子作りをするために圭太郎に子作りを望むも、圭太郎の元の世界への帰還を手伝う。

## 書誌情報
- 三ツ葉稔『異世界性活のススメ』竹書房〈バンブーコミックス〉、全1巻
  1. 2020年5月8日発売[1][2]、ISBN 978-4-8019-6935-3